# Brashear (cràter)
|  | No s'ha de confondre amb Brashear (cràter marcià). |

Brashear és un cràter d'impacte a la cara oculta de la Lluna, situat en l'hemisferi sud, en les proximitats del pol sud. S'hi troba just al sud de la plana del cràter emmurallat Antoniadi, dins de les rampes exteriors del cràter formades pel material expulsat. Al nord-est, a més d'Antoniadi apareix el cràter Numerov, i al sud-est s'hi troba De Forest, més recent.
Aquesta formació és poc més que una depressió poc profunda en la superfície lunar, molt erosionada i coberta pel material expulsat des del cràter Antoniadi, relativament més recent i situat just al nord.
El cràter satèl·lit Brashear P s'hi troba al sud-sud-oest, molt desgastat per impactes posteriors. Connectat amb la vora meridional d'aquest cràter apareix una sèrie de valls i cràters d'impacte que aconsegueixen un parell de centenars de quilòmetres cap a l'est.

## Cràters satèl·lit
Per convenció aquests elements són identificats en els mapes lunars posant la lletra en el costat del punt mitjà del cràter que està més prop de Brashear.
|          | \| Brashear \| Coordenades \| Diàmetre \| \| -------- \| -------------------------------------- \| -------- \| \| P \| 76° 48′ S, 175° 42′ O / 76.8°S,175.7°O \| 71 km \| |          |
| Brashear | Coordenades | Diàmetre |
| P        | 76° 48′ S, 175° 42′ O / 76.8°S,175.7°O | 71 km    |

## Altres referències
- (WGPSN), IAU Working Group for Planetary System Nomenclature. «Gazetteer of Planetary Nomenclature. 1:1 Million-Scale Maps of the Moon» (en anglès).  UAI / USGS, 13-02-2013. [Consulta: 6 abril 2016].
- Andersson, L. E.; Whitaker, E. A.,. NASA Catalogue of Lunar Nomenclature (en anglès).  NASA RP-1097, 1982.
- Blue, Jennifer. «Gazetteer of Planetary Nomenclature» (en anglès).  USGS, 25-07-2007. [Consulta: 2 gener 2012].
- Bussey, B.; Spudis, P.. The Clementine Atlas of the Moon (en anglès).  Nueva York: Cambridge University Press, 2004. ISBN 0-521-81528-2.
- Cocks, Elijah E.; Cocks, Josiah C.. Who's Who on the Moon: A Biographical Dictionary of Lunar Nomenclature (en anglès).  Tudor Publishers, 1995. ISBN 0-936389-27-3.
- McDowell, Jonathan. «Lunar Nomenclature» (en anglès).   Jonathan's Space Report, 15-07-2007. [Consulta: 2 gener 2012].
- Menzel, D. H.; Minnaert, M.; Levin, B.; Dollfus, A.; Bell, B. «Report on Lunar Nomenclature by The Working Group of Commission 17 of the IAU» (en anglès). Space Science Reviews, 12, 1971, pàg. 136.
- Moore, Patrick. On the Moon (en anglès).  Sterling Publishing Co, 2001. ISBN 0-304-35469-4.
- Price, Fred W. The Moon Observer's Handbook (en anglès).  Cambridge University Press, 1988. ISBN 0521335000.
- Rükl, Antonín. Atlas of the Moon (en anglès).  Kalmbach Books, 1990. ISBN 0-913135-17-8.
- Webb, Rev. T. W.. Celestial Objects for Common Telescopes, 6ª edición revisada (en anglès).  Dover, 1962. ISBN 0-486-20917-2.
- Whitaker, Ewen A. Mapping and Naming the Moon (en anglès).  Cambridge University Press, 2003. 978-0-521-54414-6.
- Wlasuk, Peter T. Observing the Moon (en anglès).  Springer, 2000. ISBN 1-85233-193-3.